# Wiktor Danilowitsch Sanejew
Wiktor Danilowitsch Sanejew (russisch Виктор Данилович Санеев, georgisch: ვიქტორ სანეევი, engl. Transkription Viktor Saneyev; * 3. Oktober 1945 in Suchumi, Georgische SSR; † 2. Januar 2022 in Sydney, Australien) war ein sowjetischer Dreispringer.
Wiktor Sanejew, der bei einer Körpergröße von 1,88 m ein Wettkampfgewicht von 78 kg hatte, ist mit drei Olympiasiegen, einer olympischen Silbermedaille, zwei Europameistertiteln im Freien und sechs Europameistertiteln in der Halle der erfolgreichste Dreispringer überhaupt.

## Hallenspiele 1968
Wiktor Sanejew trat 1968 zum ersten Mal ins Rampenlicht, als er bei den Europäischen Hallenspielen in Madrid mit 16,69 m und zwei Zentimetern Rückstand auf Mikalaj Dudkin (ebenfalls Sowjetunion) die Silbermedaille gewann.

## Olympische Spiele 1968
Bis zum Beginn der Olympischen Spiele 1968 in Mexiko-Stadt, hatte sich Sanejew mit 16,87 m auf Platz 4 der ewigen Bestenliste vorgesprungen, der Weltrekord von Józef Szmidt stand bei 17,03 m. Dieser Weltrekord wurde bereits in der Qualifikation übertroffen, als der Italiener Giuseppe Gentile 17,10 m sprang.
Am 17. Oktober 1968 folgte dann ein Finale, das in die Leichtathletikgeschichte einging. Im ersten Versuch steigerte Gentile seinen Weltrekord aus der Qualifikation auf 17,22 m. Im zweiten Versuch steigerte sich der Brasilianer Nelson Prudêncio auf 17,05 m. Im dritten Versuch sprang auch Sanejew zum ersten Mal in seinem Leben über 17 Meter und verbesserte gleich den Weltrekord auf 17,23 m. Im fünften Versuch stellte Prudêncio mit 17,27 m einen neuen Weltrekord auf. Im sechsten und letzten Versuch sprang dann Sanejew auf 17,39 m und gewann damit Gold vor Prudêncio und Gentile.
Innerhalb von einer Stunde war der Weltrekord von drei verschiedenen Springern viermal verbessert worden. Insgesamt sprangen sechs Springer, darunter auch Mikalaj Dudkin, über 17 Meter. Der Titelverteidiger Jozef Schmidt wurde Siebter. Begünstigt wurde diese Leistungsexplosion zum einen durch die Höhenlage in Mexiko-Stadt, zum anderen durch einen sehr freundlichen Wind, denn bei allen vier Weltrekorden zeigte der Windmesser den maximal zulässigen Wert von 2 m/s an.

## 1969 bis 1972
Bei den Europameisterschaften 1969 in Athen gewann Sanejew auf Meereshöhe mit windunterstützten 17,34 m den Titel, sein bester regulärer Sprung von 16,94 m hätte für Gold auch ausgereicht. 1970 gewann Sanejew den Titel bei den Halleneuropameisterschaften mit 16,95 m. Diesen Titelgewinn konnte er 1971 und 1972 wiederholen. Bei den Europameisterschaften 1971 in Helsinki gewann Sanejew Silber hinter Jörg Drehmel aus der DDR. Wenige Tage zuvor hatte Sanejew auch den Weltrekord verloren, als der Kubaner Pedro Perez in Cali 17,40 m sprang.
Bei den Olympischen Spielen 1972 in München konnte sich Sanejew für die Niederlage bei den Europameisterschaften revanchieren, er gewann mit windunterstützten 17,35 m Gold vor Jörg Drehmel, Nelson Prudêncio kam auf Platz 3. Damit war Wiktor Sanejew der einzige Leichtathlet, der seinen Titel von 1968 verteidigen konnte. Am 17. Oktober 1972, also genau vier Jahre nach dem Sieg in Mexiko-Stadt, stellte Wiktor Sanejew in seiner Heimatstadt Sochumi mit 17,44 m einen neuen Weltrekord auf. Diese Leistung sollte seine Bestleistung bleiben.

## 1973–1977
Sanejews zehnter Platz bei den Halleneuropameisterschaften 1974 ließ eigentlich auch für die Sommersaison nicht viel erwarten, aber die Form kam zurück. Bei den Europameisterschaften 1974 in Rom sprang Sanejew mit 17,23 m zu Gold, er hatte 55 Zentimeter Vorsprung auf den zweitplatzierten Rumänen Carol Corbu. Von 1975 bis 1977 gewann Sanejew dann noch drei Mal den Titel eines Halleneuropameisters.
Bei den Olympischen Spielen 1976 in Montreal war Sanejew nicht mehr unbedingt der Favorit, denn der Brasilianer João Carlos de Oliveira hatte 1975 in der Höhe von Mexiko-Stadt den Weltrekord auf 17,89 m gesteigert. Andererseits war Sanejew immer so wettkampfhart gewesen, dass man ihn zu den Mitfavoriten zählen musste. Sanejew gewann sein drittes Gold mit 17,29 m und elf Zentimetern Vorsprung auf den US-Amerikaner James Butts, de Oliveira wurde Dritter.

## 1978–1980
Bei den Europameisterschaften 1978 in Prag gewann Sanejew Silber mit 16,93 m und einem Zentimeter Rückstand auf Miloš Sreiović aus Jugoslawien.
Vor den Olympischen Spielen 1980 in Moskau war die große Frage, ob es Sanejew gelingen würde, einen vierten Olympiasieg in Folge zu erringen, was in der Leichtathletik vorher nur dem Diskuswerfer Al Oerter gelungen war. Sanejews bester Sprung landete bei 17,24 m. Damit hatte er zwei Zentimeter Vorsprung auf Weltrekordler de Oliveira und gewann Silber hinter dem mit 17,35 m siegreichen Mannschaftskollegen Jaak Uudmäe aus Estland.

## Auszeichnungen
2013: Aufnahme in die IAAF Hall of Fame

## Nach der Karriere
Wiktor Sanejew war ausgebildeter Sportlehrer. Nach dem Zusammenbruch der Sowjetunion zog er nach Sydney, wo er als Sportlehrer arbeitete. Sein Sprung von 17,44 m stand auch am 31. Dezember 2006 noch als georgischer Landesrekord.